# Tribhuvan-Universität

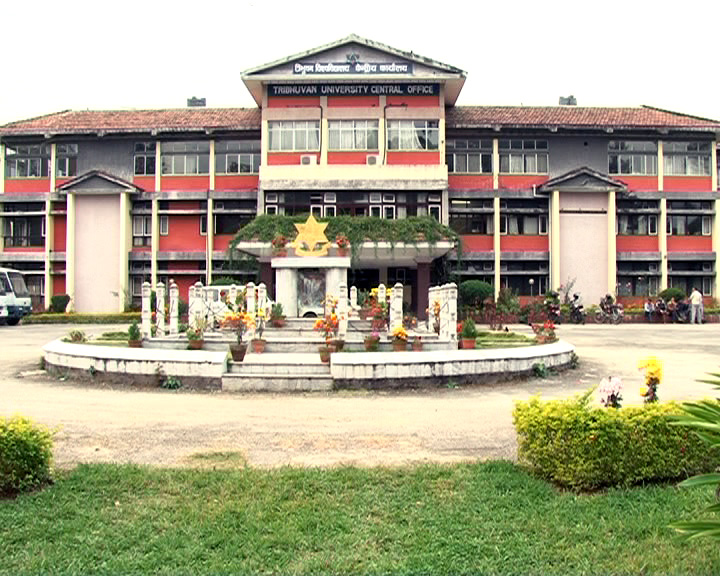
Zentralgebäude der Verwaltung

Die Tribhuvan-Universität (TU, nepālī: त्रिभुवन विश्वविद्यालय) ist eine öffentliche Universität in Kirtipur, Distrikt Kathmandu in Nepal. König Tribhuvan Bir Bikram Shah Dev war Namensgeber der Einrichtung. Die Universität wurde 1959 gegründet und ist damit die älteste staatliche Universität in Nepal. Sie verfügt über die vier Fakultäten Erziehungswissenschaften, Geistes- und Sozialwissenschaften, Rechtswesen und Management.
Die Universität bietet eine große Anzahl verschiedener Studiengänge an und ist mit rund 600.000 eingeschriebenen Studenten, 8000 Lehrkräften und über 7000 weiteren Beschäftigten die zehntgrößte Universität der Welt.